# Runensteine an der Husby-Sjuhundra-Kirche

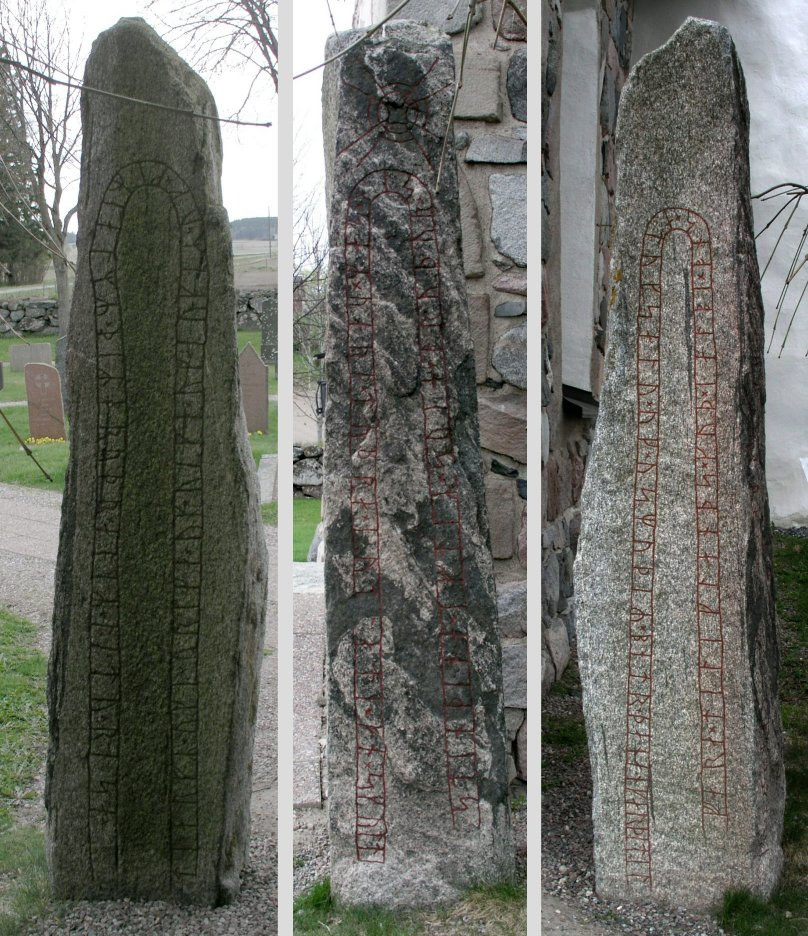
Runenstein U539 an der Husby-Sjuhundra-Kirche

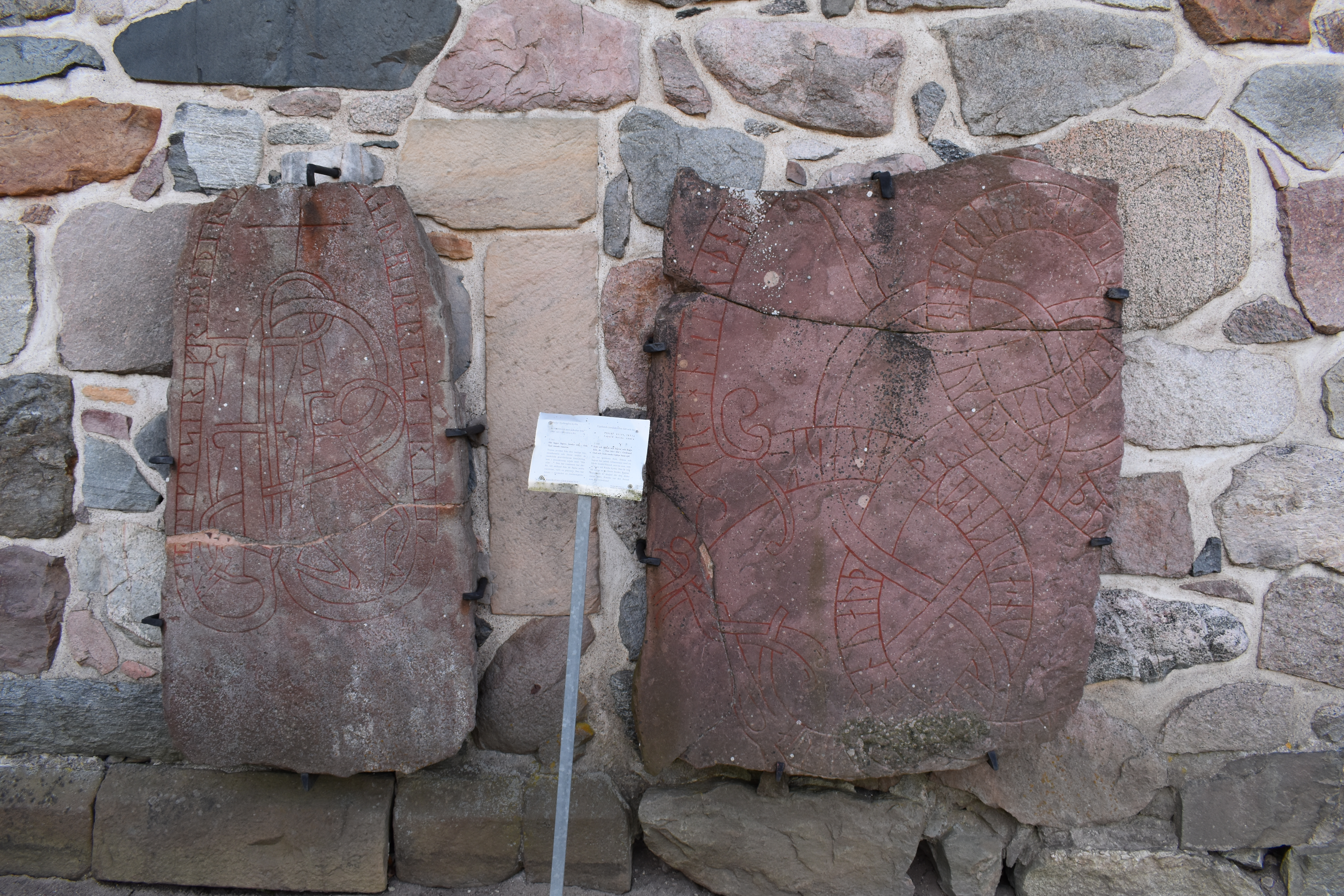
Runensteine U 540 und U 541

Die Runensteine U 539, U 540 und U 541 sind Runensteine an der Husby-Sjuhundra-Kirche in Husby-Sjuhundra westlich von Norrtälje in Uppland in Schweden. 

## U 539
U 539 steht an der Südwestecke der Kirche. Er wurde 1728 bei Bauarbeiten in der Kirchenmauer gefunden, hat die Form einer Säule und ist aus Granit. Er trägt auf drei seiner vier Seiten Runen im RAK Stil, die ihn auf 980–1015 n. Chr. datieren. Der Stein trägt ein Kreuz und ist einer der 30 England-Runensteine.
Die Inschrift lautet: 

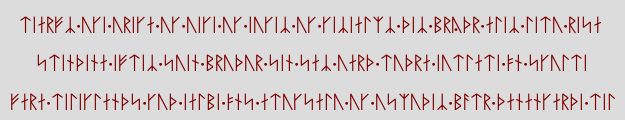

„Djärv und Orökna und Vige und Joger und Gerhjälm, alle diese Brüder ließen diesen Stein machen nach Sven (Sveinn), ihrem Bruder. Er starb in Jütland. Er sollte nach England gehen. Gott und die Mutter Gottes helfen seiner Seele mehr als er (es) verdient hätte“. 
Die Hoffnung, dass der Mann als Toter besser behandelt würde, als er es verdient hatte, ist eine Formel, die auf mehreren Runensteinen erscheint. Sie wird nicht als Ausdruck dafür verstanden, dass er einen schlechten Charakter hatte. Es ist ein Appell, dass er nach dem Tode mehr bevorzugt werde als im Leben. 
Omeljan Pritsak (1919–2006) nimmt an, dass Sveinn am Limfjord, in Jütland, gestorben ist, da der Fjord Ausgangspunkt für die dänischen Feldzüge gegen England war. Sven Birger Fredrik Jansson (1906–1987) datierte Sveinns Tod auf das Jahr 1015, als die Invasionsflotte Knuts des Großen, der viele junge Krieger aus Uppland angehörten, im Limfjord versammelt war. 

## U 540
U 540 steht neben U 541 an der Nordseite der Kirche. Der Runenstein ist ein Fragment. Ein Teil der Oberseite und die rechte Seite fehlen. Er ist etwa 1,5 m hoch und 1,13 m breit. Als der Stein 1638 von Johannes Bureus (1568–1652) erstmals erwähnt wurde, diente er im Atrium der Kirche als Schwellenstein. Das war immer noch der Fall, als Richard Dybeck (1811–1877) anordnete, die gesamte Inschrift sichtbar zu machen, um 1871 eine Kopie anzufertigen.
Die Inschrift lautet: 

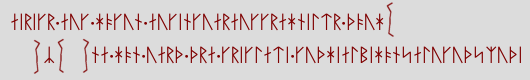

„Erik und Håkon und Ingvar und Ragnhild, die ... Er starb in Griechenland. Gott und die Mutter Gottes helfen seiner Seele.“
Im erhaltenen Teil der Inschrift bleibt unklar, wen Erik, Håkon und Ingvar sowie Ragnhild mit dem Runenstein ehren wollten, weil der Name und der Verwandtschaftsgrad im verlorenen Teil des Schlangenbandes standen. Die Person wurde in Griechenland getötet, ein Schicksal, das auf mehreren Runensteinen in Uppland wiederholt wird. Der Stein ist einer der 30 Griechenland-Runensteine.
In der Kirche von Rimbo, etwa 8,0 km westlich, befindet sich U 513, der von den Brüdern Erik, Håkon und Ingvar zusammen mit dem vierten Bruder Anund für den fünften Bruder Ragnar errichtet wurde. Da Anund auf U 540 nicht erwähnt wird, könnte er derjenige sein, der in Griechenland starb. 
Das Runendesign ähnelt Inschriften des Runenmeisters Åsmund Kåresson, der etwa 20 Steine im Runensteinstil Pr 4 erstellte und signierte. Typisch für seine Inschriften ist eine Form, bei der die Endrune eines Wortes gleichzeitig die erste im folgenden Wort ist.

Runensteine an der Husby-Sjuhundra-Kirche
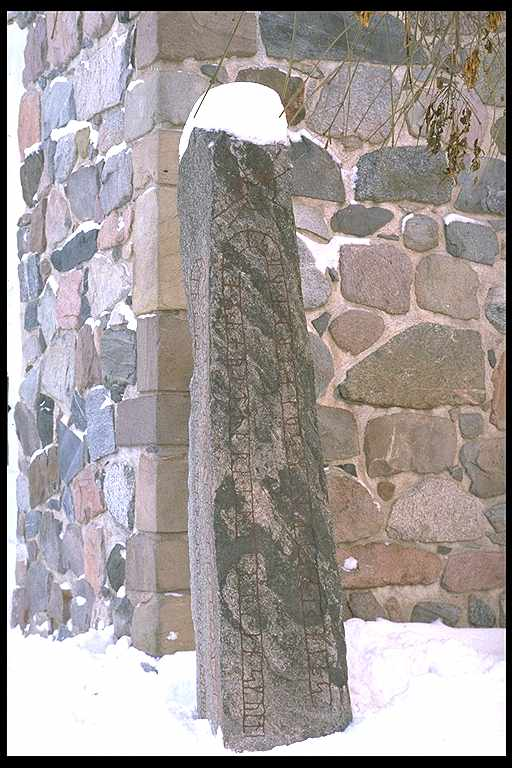
U 539
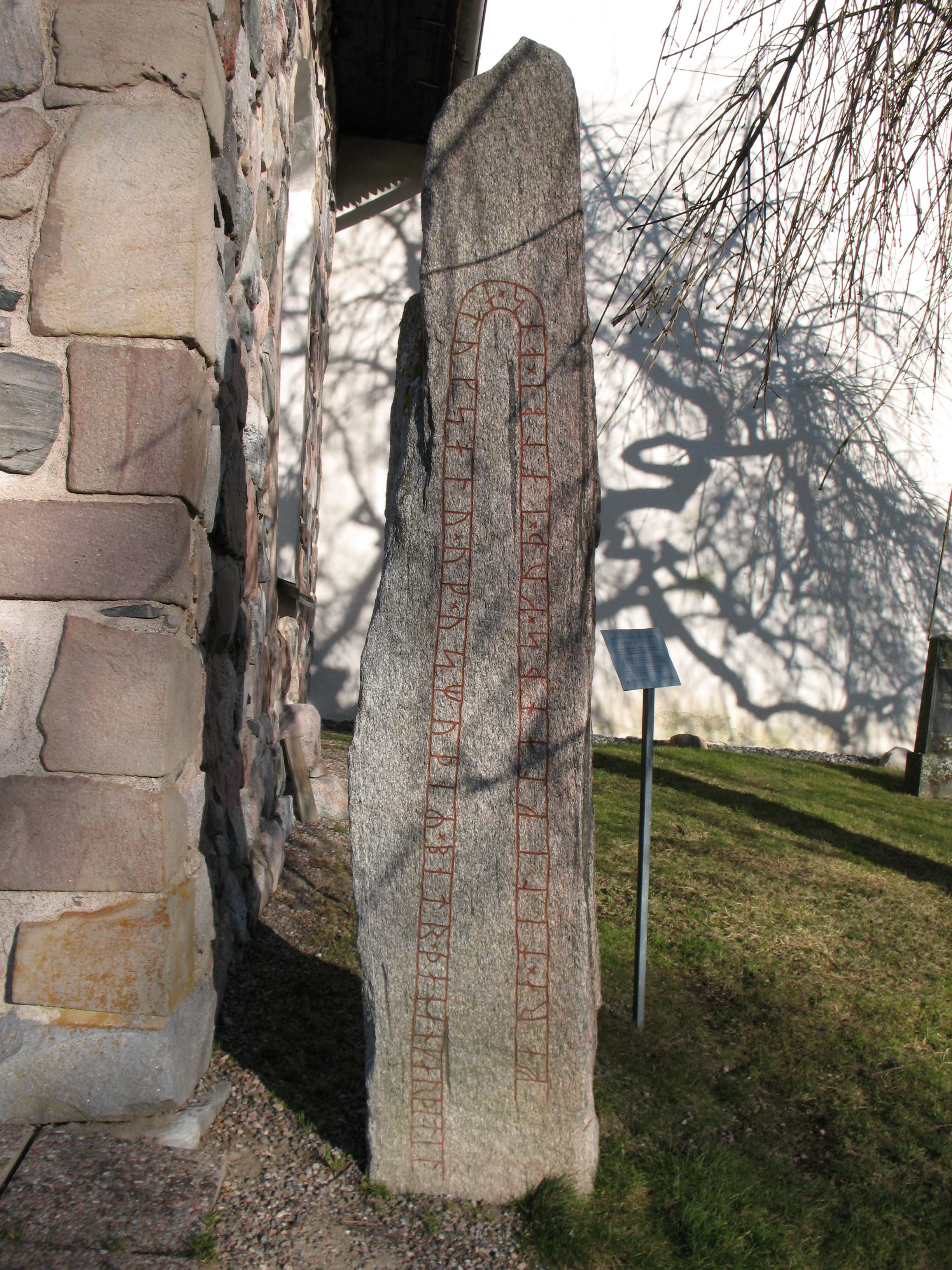
U 539
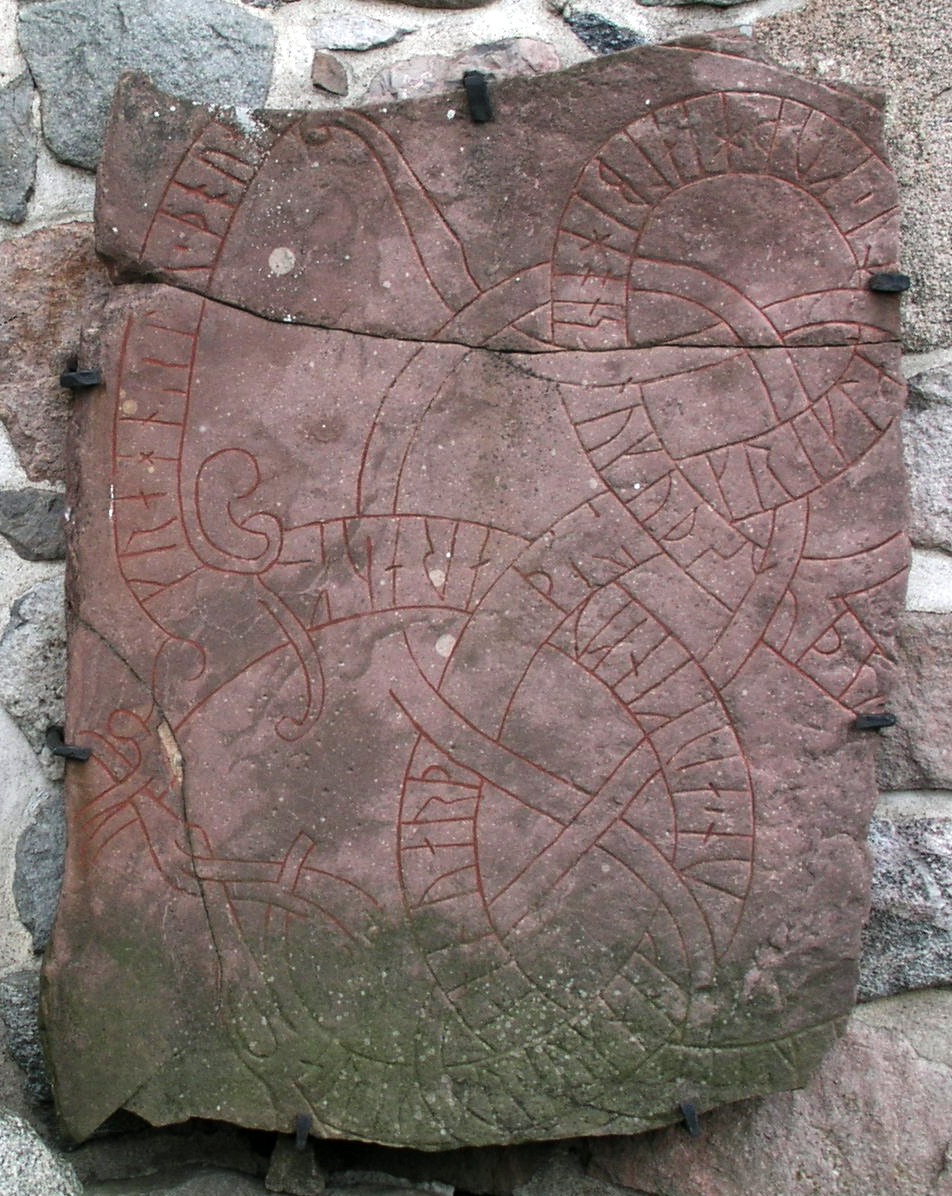
U 540
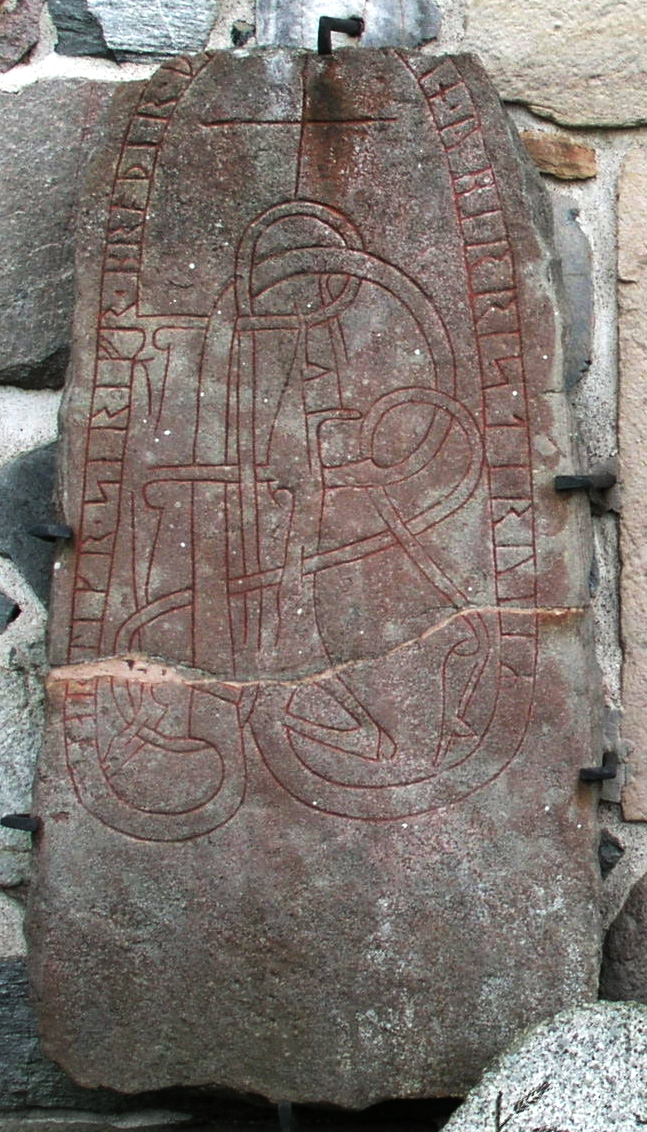
U 541
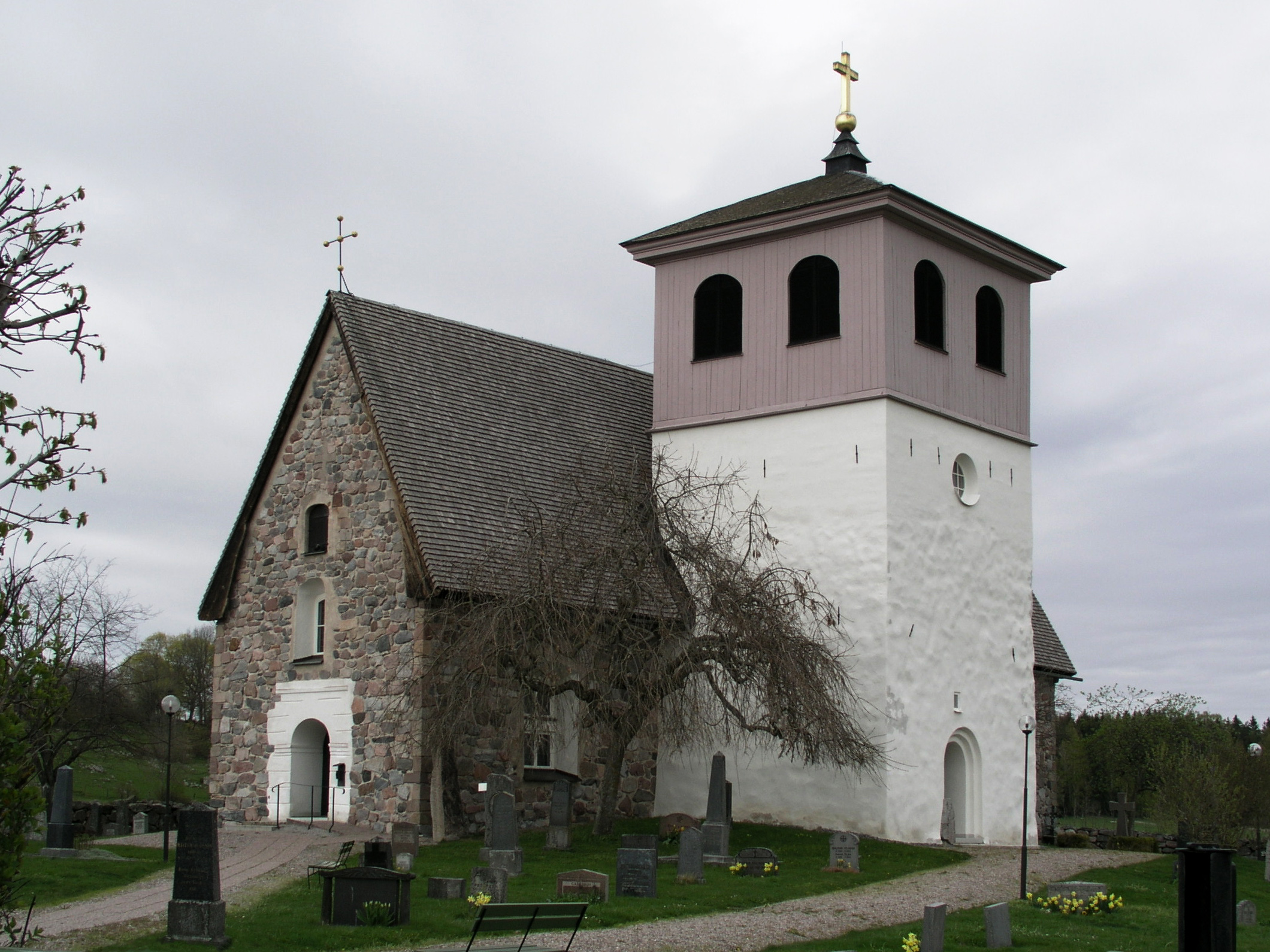
Husby-Sjuhundra-Kirche
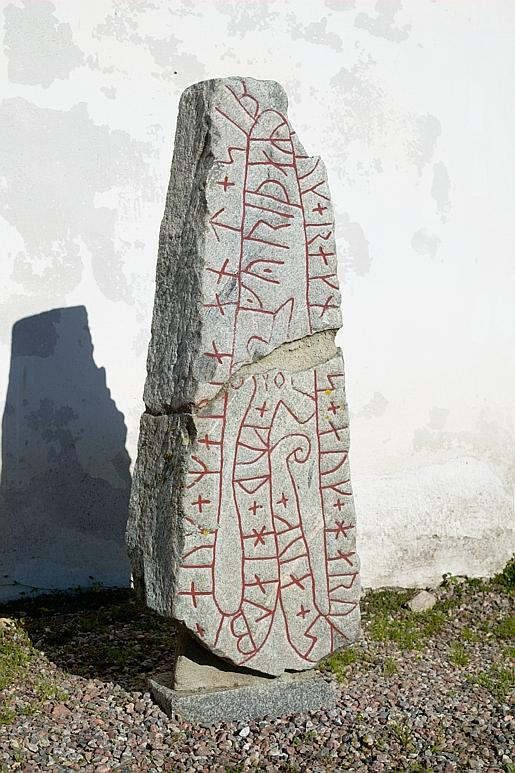
U 558 steht in der Nähe im Prästgården

## U 541
U 541 steht neben U 540 an der Nordseite der Kirche in Husby-Sjuhundra. U 541 ist aus Sandstein und 1,45 Meter hoch. Die Inschrift im jüngeren Futhark ist in ein Schlangenband geritzt ist, das der Kante des Steins folgt und sich dann in der Steinmitte verwickelt. In der Nähe der Inschrift befindet sich ein Kreuz. Der Stein ist im Runensteinstil Pr5, der als Urnes-Stil bekannt ist, klassifiziert. Der Stil zeichnet sich durch schlanke, stilisierte Tiere aus, die in engen Mustern verwoben sind. Die Tiere sind in der Regel im Profil mit schlanken mandelförmigen Augen und aufgerollten Anhängseln an den Nasen und Hälsen dargestellt. Der Stein gilt als exzellenter Vertreter einer Inschrift im Stil Pr5. 
Er befindet sich nicht in seiner ursprünglichen Position. Er wurde bereits während einer Runensteinaufnahme im 19. Jahrhundert als Teil der Kirche erwähnt. 1887 beschloss die Gemeinde, U 540 und U 541 aus der Kirchenmauer zu entnehmen und an der Nordwand der Kirche aufzustellen.
Die Inschrift wurde vom Runenmeister Øpir geschnitzt, der im späten 11. und frühen 12. Jahrhundert in Uppland tätig war. Der Text folgt nicht der Formel, die normalerweise für Runensteine der späten Wikingerzeit verwendet wird. 
Er lautet: „Hier liegt SigræifR/SæræifR, Bruder von ... Und Øpir ritzte die Runen.“

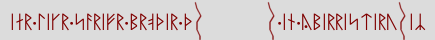

Der Gebrauch von „Hier liegt“ zeigt, dass der Stein ursprünglich auf dem Grab des Verstorbenen stand. Es wurde angemerkt, dass der Ausdruck „hier liegt“ eine Übersetzung des lateinischen Ausdrucks „HIC IACET“ ist, der bei mittelalterlichen Gräbern häufig verwendet wurde. Ein weiterer Runenstein, der mit diesem Satz beginnt, ist U 559 in Malsta. 
Die Floskel „Und Øpir ritzte die Runen“ wurde auch auf U 118 in Älvsunda, U 181 in Össeby-Garns, dem inzwischen verlorenen U 262 in Fresta, U 287 in Vik, U 462 in Prästgården und U 566 in Vällingsö verwendet.